# Каталог Hipparcos
Не плутати із Зоряним каталогом Гіппарха
Катало́г HIPPÁRCOS (HIP) — астрометричний зоряний каталог, створений за результатами діяльності космічного апарата Гіппаркос. Видано 1997 року в паперовому та електронному вигляді. Каталог містить координати, власний рух, паралакс та зоряну величину 118 218 зір на епоху 1991,25. Він досить рівномірно вкриває все небо й охоплює майже всі зорі до 9m та деяку кількість тьмяніших зір. 
Координати зір виміряно з небаченою раніше точністю близько 0,001 кутової секунди, що більш як удесятеро точніше за попередні каталоги, складені шляхом наземних спостережень, зокрема, фундаментальний каталог FK5. 
Точність вимірювання паралаксів також становить близько однієї кутової мілісекунди, що приблизно вдесятеро краще за відповідні наземні вимірювання. Фактично, вимірювання паралаксів означає, що було безпосередньо виміряно відстані до цих зір.
Точність визначення власних рухів приблизно відповідає найкращим наземним вимірюванням, але для такої кількості зір її досягнуто вперше.
Зоряні величини виміряно у двох смугах, що приблизно відповідають V та B фотометричної системи UBV. Точність вимірювань дещо поступалася наземним, але вперше було здійснено фотометрію зір усього небосхилу за допомогою одного інструменту, що дозволяло усунути похибки внаслідок неоднорідності інструментальних засобів.
Загалом, каталог не мав аналогів за точністю та повнотою охоплення небосхилу. Він набагато повніше задовольняв потреби астрометрії у відповідному діапазоні зоряних величин (до 9m) та в полях зору близько квадратного градуса (зазвичай, у такому полі міститься 3-4 зорі каталогу), ніж каталоги, складені за результатами наземних спостережень.
Завдяки цим характеристикам 1997 року каталог було ухвалено як реалізацію Міжнародної небесної системи координат в оптичному діапазоні. Відповідна система отримала позначення HCRF (англ. Hipparcos Celestial Reference Frame). Пізніше з неї було вилучено подвійні, окремі змінні зорі та деякі інші, щодо яких виникли сумніви в точності вимірювань. Загальна кількість зір, що залишилися, становить близько 100 тис.